# Libanon op de Olympische Zomerspelen 2020
Libanon nam deel aan de Olympische Zomerspelen 2020 in Tokio, Japan.

## Atleten
| sport         | mannen | vrouwen | totaal |
| ------------- | ------ | ------- | ------ |
| Atletiek      | 1      | 0       | 1      |
| Gewichtheffen | 0      | 1       | 1      |
| Judo          | 1      | 0       | 1      |
| Schietsport   | 0      | 1       | 1      |
| Zwemmen       | 1      | 1       | 2      |
| totaal        | 3      | 3       | 6      |

## Deelnemers en resultaten

### Atletiek
Mannen
Loopnummers
| atleet           | onderdeel | series | series | kwartfinale | kwartfinale | halve finale   | halve finale   | finale         | finale         |
| atleet           | onderdeel | tijd   | rang   | tijd        | rang        | tijd           | rang           | tijd           | rang           |
| ---------------- | --------- | ------ | ------ | ----------- | ----------- | -------------- | -------------- | -------------- | -------------- |
| Noureddine Hadid | 200 m     | 21,12  | 8      | n.v.t.      | n.v.t.      | niet geplaatst | niet geplaatst | niet geplaatst | niet geplaatst |

### Gewichtheffen
Vrouwen
| atlete           | onderdeel | trekken | trekken | stoten | stoten | totaal | rang |
| atlete           | onderdeel | score   | rang    | score  | rang   | totaal | rang |
| ---------------- | --------- | ------- | ------- | ------ | ------ | ------ | ---- |
| Mahassen Fattouh | -76 kg    | 93      | 11      | 124    | 7      | 217    | 9    |

### Judo
Mannen
| atleet      | onderdeel | eerste ronde         | tweede ronde         | derde ronde          | kwartfinale          | halve finale         | herkansing           | finale / BM          | finale / BM    |
| atleet      | onderdeel | tegenstander uitslag | tegenstander uitslag | tegenstander uitslag | tegenstander uitslag | tegenstander uitslag | tegenstander uitslag | tegenstander uitslag | rang           |
| ----------- | --------- | -------------------- | -------------------- | -------------------- | -------------------- | -------------------- | -------------------- | -------------------- | -------------- |
| Nacif Elias | −81 kg    | bye                  | Lee S-h V 00-10      | niet geplaatst       | niet geplaatst       | niet geplaatst       | niet geplaatst       | niet geplaatst       | niet geplaatst |

### Schietsport
Vrouwen
| atlete     | onderdeel | kwalificaties | kwalificaties | finale         | finale         |
| atlete     | onderdeel | punten        | rang          | punten         | rang           |
| ---------- | --------- | ------------- | ------------- | -------------- | -------------- |
| Ray Bassil | trap      | 114           | 21            | niet geplaatst | niet geplaatst |

### Zwemmen
Mannen
| atleet         | onderdeel        | series  | series | halve finale   | halve finale   | finale         | finale         |
| atleet         | onderdeel        | tijd    | rang   | tijd           | rang           | tijd           | rang           |
| -------------- | ---------------- | ------- | ------ | -------------- | -------------- | -------------- | -------------- |
| Munzer Kabbara | 200 m wisselslag | 2.03,08 | 41     | niet geplaatst | niet geplaatst | niet geplaatst | niet geplaatst |

Vrouwen
| atlete            | onderdeel        | series  | series | halve finale   | halve finale   | finale         | finale         |
| atlete            | onderdeel        | tijd    | rang   | tijd           | rang           | tijd           | rang           |
| ----------------- | ---------------- | ------- | ------ | -------------- | -------------- | -------------- | -------------- |
| Gabriella Doueihy | 200 m vrije slag | 2.11,29 | 29     | niet geplaatst | niet geplaatst | niet geplaatst | niet geplaatst |